# Кавахиб
Кавахиб (Kagwahiva, Kawahíb, Kagwahibm) — диалектный континуум тупи-гуарани, распространённый в Бразилии. Основной разновидностью является теньярим (Tenharem, Tenharim, Tenharin).
Народы амундава (уру-еу-вау-вау), жума, паринтинтин, теньярим называют себя кавахива. Помимо языка карипуна, который является, очевидно, паноанским языком, их речь очень похожа и также аналогична другим ныне мёртвым языкам.

## Диалекты
У кавахиб есть несколько диалектов:
- Амундава (Amondawa, Amundava, Amundawa) распространён в городе Акра, около реки Жипарана, штата Рондония.
- Вирафед (Uirafed, Wiraféd, Wiroféd) распространён в притоках рек Риосинью и Муки реи Жипарана штата Рондония.
- Жума (Arara, Júma, Kagwahibm, Kagwahiph, Kagwahiv, Kavahiva, Kawahip, Kawaib, Yumá) был распространён в деревне Верхняя Жамари притока реки Асуан реки Мукуим штата Амазонас. Вымер в 2021 году[1].
- Моререби (Morerebi) распространён в 2 деревнях в районах рек Мармелос и Прето штата Амазонас.
- Паранават (Majubim, Paranauat, Paranawát, Pawaté) распространён у притоков рек Жипарана (Мачадо) и Сону штата Рондония.
- Теньярим (Kagwahiv, Kawaib, Tenharem, Tenharim, Tenharin) распространён в штате Амазонас (диалект дьяхой на реке Мармелос; карипуна на реке Жаси-Парана штата Рондония, моререби на реках Прето и Мармелос).
- Тукуманфед (Tukumanféd) распространён на устье реки Какоаль притока реки Жипарана в штате Рондония.
- Уру-еу-вау-вау (Eru-Eu-Wau-Wau, Jupaú, Kagwahiva, Uru-Eu-Uau-Uau, Uru-Eu-Wau-Wau, Uruewawau) распространён на реках Верхняя Жамари, Жасипарана, Каутарио штата Рондония.